# Philonotis lignicola
Philonotis lignicola là một loài rêu trong họ Bartramiaceae. Loài này được Dism. & Herzog mô tả khoa học đầu tiên năm 1916.